# Eternos (álbum)
Eternos es el cuarto disco de la banda argentina de heavy metal Horcas, editado en 1999 por NEMS.

## Detalles
Si bien fue editado con posterioridad a la muerte de Osvaldo Civile, el guitarrista había grabado la totalidad de sus partes en dicho disco. 
Civile fue encontrado muerto el 28 de abril de 1999, poco después de la grabación del disco, su deceso fue caratulado como "muerte dudosa". El grupo editó el disco y siguió adelante con el guitarrista Gabriel Lis.
Como dato macabro, poco antes de su muerte, el guitarrista ofreció un reportaje a la Revista Epopeya anunciando el nuevo trabajo.
En la tapa de la revista Civile aparecía humorísticamente jugando al truco con el cantante Walter Meza, disfrazado como la Parca.
Este álbum fue editado en Brasil en LP de vinilo por el sello Dies Irae.

## Temas
1. «Golpe a golpe»
2. «Rompo el dolor»
3. «Mentiroso»
4. «Lejos de aquí»
5. «Vencer»
6. «Canción demente»
7. «Nada que perder»
8. «Sos como yo»
9. «Solo es diversión»
10. «Fuego»
11. «Ser uno mismo»
12. «Cosas enfermas»

## Integrantes
- Osvaldo Civile - Guitarra
- Walter Meza - Voz
- Topo Yáñez - Bajo
- Sebastián Coria - Guitarra
- Guillermo De Lucca - Batería